# Гафлай
Гафлай — село в Ліхтенштейні. Розташоване в муніципалітеті Трізенберг на висоті 1500 м.
Поблизу села починається та закінчується альпійська туристична стежка Фюрстенштайг (дослівно — «Княжа стежка») з рівнем складності Т3.